# Tony Benn
Anthony Neil Wedgwood Benn znany jako Tony Benn oraz 2. wicehrabia Stansgate (ur. 3 kwietnia 1925 w Londynie, zm. 14 marca 2014 tamże) – brytyjski polityk, członek Partii Pracy, minister w rządach Harolda Wilsona i Jamesa Callaghana. Przedstawiciel lewego skrzydła partii.

## Życiorys
Benn był synem Williama Benna, 1. wicehrabiego Stansgate, i Margaret Holmes, córki Daniela Holmesa, liberalnego deputowanego. Wykształcenie odebrał w Westminster School oraz w New College na Uniwersytecie Oksfordzkim, gdzie studiował filozofię, politologię i ekonomię. Podczas studiów został przewodniczącym Oxford Union. Wtedy również, w 1949 roku, poznał swoją przyszłą żonę, Amerykankę Caroline DeCamp. Szybko wzięli ślub. Doczekali się razem czworga dzieci – Stephena, Hilaryego (laburzystowskiego ministra), Melissy (dziennikarki) i Joshui.
W lipcu 1943 roku Benn rozpoczął służbę w Royal Air Force. Służył w Afryce Południowej i Rodezji. Po wojnie pracował w BBC Radio. W 1950 roku został niespodziewanie mianowany laburzystowskim kandydatem na wybory uzupełniające w okręgu Bristol South East. Wybory te wygrał i zasiadł w Izbie Gmin. W latach 1951–1954 był jej najmłodszym członkiem (Baby of the House).
Ojciec Benna został w 1942 roku kreowany wicehrabią Stansgate. Początkowo dziedzicem tytułu był starszy brat Tony’ego, Michael, który jednak zginął podczas II wojny światowej. Młodszy Benn odziedziczył tytuł parowski po śmierci ojca w 1960 r. i zasiadł w Izbie Lordów, tracąc miejsce w Izbie Gmin. Benn nie pogodził się z tym i wystartował w wyborach uzupełniających w 1961 roku. Wybory te ponownie wygrał, ale sąd wyborczy pozbawił go prawa do zasiadania w niższej izbie i za zwycięzcę uznał kandydata konserwatystów, Malcolma St. Claira.
Pomimo porażki Benn nadal działał na rzecz swojego powrotu do Izby Gmin. Konserwatywny rząd Harolda Macmillana przyjął w końcu The Peerage Act 1963, który zezwalał na zrzeczenie się tytułu parowskiego, co uprawniało para do zasiadania w Izbie Gmin. Ustawa została podpisana przez królową 31 lipca 1963 roku tuż przez 18.00. Benn był pierwszym parem, który skorzystał z przepisów tej ustawy i o 18.22 zrezygnował z tytułu wicehrabiego. St. Clair zapowiedział, że będzie respektował wolę wyborców i po rezygnacji Benna zrezygnował z mandatu deputowanego. Benn wygrał wybory uzupełniające 20 sierpnia 1963 roku i ponownie zasiadł w Izbie Gmin.
Po wyborczym zwycięstwie Partii Pracy w 1964 roku Benn objął urząd poczmistrza generalnego. W tym czasie wybudowano Post Office Tower (która została otworzona przez Benna w 1966 roku), utworzono Postal Bus Service oraz wypuszczono pierwsze pamiątkowe znaczki pocztowe, zaprojektowane przez Davida Gentlemana. W 1966 roku został ministrem technologii i na tym stanowisku pozostał do wyborczej porażki laburzystów w 1970 roku. Po powrocie Partii Pracy do władzy w 1974 roku Benn został ministrem przemysłu, ale w 1975 roku został przesunięty do ministerstwa energii.
W 1976 roku ze stanowiska lidera Partii Pracy zrezygnował Harold Wilson. Benn wystartował w wyborach, uzyskując w pierwszej turze 37 głosów. Pozwoliło mu to na przejście do następnej tury, ale Benn zrezygnował z ubiegania się o stanowisko. W dalszych turach popierał Michaela Foota, ale zwycięzcą został ostatecznie James Callaghan, który pozostawił Benna na dotychczasowym stanowisku. Benn utrzymał się na nim do wyborczego zwycięstwa Partii Konserwatywnej w 1979 roku.

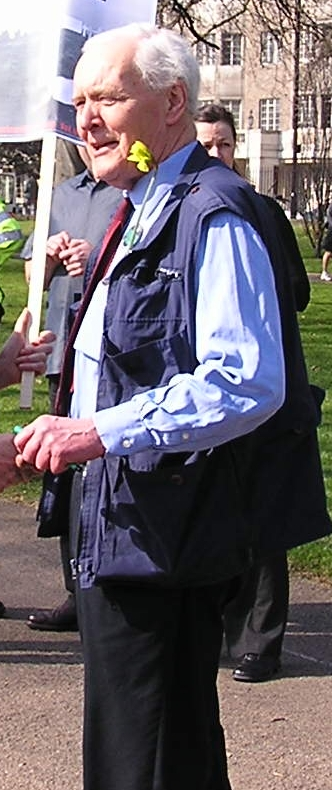
Tony Benn podczas antywojennej demonstracji w Londynie w 2005 roku

Jeszcze jako minister Benn zbliżył się do lewego skrzydła Partii Pracy. Na pierwszej powyborczej konferencji Partii Pracy w 1980 roku postulował wystąpienie Wielkiej Brytanii z EWG oraz likwidację Izby Lordów. W 1981 roku wystartował w wyborach na wiceprzewodniczącego partii, ale minimalnie przegrał z dotychczasowym wiceprzewodniczącym Denisem Healeyem. W 1982 roku sprzeciwił się wysłaniu wojsk brytyjskich na Falklandy, postulując rozwiązanie konfliktu na forum ONZ.
W 1983 roku zlikwidowano okręg wyborczy Benna, który zamierzał wystartować w okręgu Bristol South, ale w wewnątrzpartyjnych prawyborach przegrał z dotychczasowym deputowanym Michaelem Cocksem. Po odrzuceniu propozycji startu w okręgu Livingston wystartował w okręgu Bristol East, ale przegrał tam z kandydatem konserwatystów Jonathanem Sayeedem. Benn powrócił do Izby Gmin już w 1984 roku, wygrywając wybory uzupełniające w okręgu Chesterfield.
Benn poparł strajk górników w latach 1984–1985. W 1988 roku ponownie wystartował w wyborach na lidera Partii Pracy, ale ponownie bez powodzenia. Podczas I wojny w Zatoce Perskiej był aktywnym działaczem ruchu antywojennego. Odwiedził Bagdad, gdzie namawiał Saddama Husajna do wypuszczenia jeńców. Był jednym z nielicznych deputowanych, którzy sprzeciwiali się interwencji NATO w Kosowie. W 1991 roku zgłosił projekt Commonwealth of Britain Bill, który zakładał zniesienie monarchii i wprowadzenie republiki oraz napisanie konstytucji. Projekt nigdy nie doczekał się drugiego czytania.
W 2001 roku Benn zrezygnował z miejsca w Izbie Gmin, ale pozostał aktywnym politykiem. W 2003 roku sprzeciwiał się wojnie w Iraku. W lutym 2004 roku został przewodniczącym Koalicji Stop Wojnie. W październiku 2007 roku ogłosił chęć powrotu do Izby Gmin i zaproponował kierownictwu Partii Pracy swoją osobę jako kandydata w okręgu Kensington and Chelsea.

## Publikacje

### Dzienniki
- The Benn Diaries, 1940-90, Arrow Books Ltd, 2005
- Years of Hope: Diaries, Letters and Papers, 1940-62, Arrow Books Ltd, 1995
- Out of the Wilderness: Diaries, 1963-67, Arrow Books Ltd, 1988
- Office Without Power: Diaries, 1968-72, Arrow Books Ltd, 1989
- Against the Tide: Diaries, 1973-77, Arrow Books Ltd, 1990
- Conflicts of Interest: Diaries, 1977-80, Arrow Books Ltd, 1991
- The End of an Era: Diaries 1980-90, Arrow Books Ltd, 1994
- Free at Last!: Diaries, 1991–2001, Arrow Books Ltd, 2003
- More Time for Politics: Diaries 2001–2007, Hutchinson, 2007

### Pozostałe
- Levellers and the English Democratic Tradition, Spokesman Books, 1976
- Why America Needs Democratic Socialism, Spokesman Books, 1978
- Prospects, Amalgamated Union of Engineering Workers, Technical, Administrative and Supervisory Section, 1979
- Case for Constitutional Civil Service, Inst. for Workers' Control, 1980
- Case for Party Democracy, Inst. for Workers' Control, 1980
- Arguments for Socialism, Penguin Books Ltd, 1980
- Arguments for Democracy, Jonathan Cape, 1981
- European Unity: A New Perspective, Spokesman Books, 1981
- Parliament and Power: Agenda for a Free Society, Verso Books, 1982
- Common Sense: New Constitution for Britain, Hutchinson, 1993, razem z Andrew Hoodem
- Free Radical: New Century Essays, Continuum International Publishing Group Ltd, 2004
- Dare to Be a Daniel: Then and Now, Arrow Books Ltd, 2005